# 门螯寄居蟹属
门螯寄居蟹属（学名：Pylocheles）为门螯寄居蟹科的一个属。

## 下属物种
本属包括以下物种：
- 阿加西门螯寄居蟹 Pylocheles agassizi A.Milne-Edwards, 1880
- 毛氏门螯寄居蟹 Pylocheles mortensenii Boas, 1926